# Gerd Baumann (Grafiker)
Gerd Baumann (* 16. September 1950 in Heidelberg) ist ein deutscher Maler und Grafiker. Er war ein führender Designer von deutschen Kinoplakaten in den Jahren 1976 bis 2006.

## Leben
Gerd Baumann studierte an der Staatlichen Hochschule für Bildende Künste – Städelschule in Frankfurt von 1971 bis 1976 „Freie Malerei“ unter Johannes Schreiter und Johann Georg Geyger, außerdem belegte er Seminare bei Christian Kruck in der Lithograpiewerkstatt und Hermann Nitsch.
Zunächst malte er im Stil des Fantastischen Realismus’. Danach wandte er sich der Grafik zu und arbeitete für alternative Zeitschriften und Publikationen und entwarf Konzertplakate und Kinowerbung. Schließlich gestaltete er als freiberuflicher Grafiker zahlreiche Filmplakate sowie Handouts, Pressehefte und Marketingartikel wie Schallplattenhüllen. Außerdem erstellte er für die betreuten Filme Werberatschläge mit Schwarz-Weiß Presseanzeigen für den Film.
In fast dreißig Jahren arbeitete er für Filmverleiher, Produzenten, Agenturen und Autoren wie Laurens Straub, Alexander Kluge, Peter Schamoni und viele andere.
1995 gründete er eine Agentur für Webdesign und war bei einem Münchner Internet Service Provider für die Themen digitales Design und Bildbearbeitung zuständig. Außerdem entwickelte er grafische Benutzeroberflächen.
2011 erstellte er die Website der Heidelberger Karikaturistin Marie Marcks und begann mit der digitalen Katalogisierung ihres Gesamtwerks. Nachdem er sich aus dem aktiven Berufsleben zurückgezogen hat, widmet er sich wieder der Malerei. Er lebt in München-Haidhausen.

## Filmplakate (Auswahl)
Er gestaltete 200 Plakate oder passte sie für den deutschen Markt an, die alle im DFF – Deutsches Filminstitut & Filmmuseum archiviert sind. Im Archiv für Filmposter sind 134 Plakate von ihm dokumentiert. Von den 145 Künstlern, die im Archiv für Filmposter enthalten sind, haben nur 14 mehr Plakate als er entworfen, darunter auch die großen Ateliers mit vielen Angestellten.
| Jahr | Filmplakat                                          | Verleih / Produktion   | Druck |
| ---- | --------------------------------------------------- | ---------------------- | --- |
| 1978 | Dark Star – Finsterer Stern (Regie: John Carpenter) | Filmwelt Verleih       | A1, 2c schwarz und Irisdruck HKS 3 / HKS 13                                                                        |
| 1979 | Alambrista! (Regie: Robert M. Young)                | Prokino                | A1, 4c Euroskala                                                                                                   |
| 1979 | Between Friends (Regie: Donald Shebib)              | Prokino                | A1, 4c Euroskala                                                                                                   |
| 1979 | Die Patriotin (Regie: Alexander Kluge)              | Prokino                | Sonderplakat A1, 2c schwarz und HKS 22                                                                             |
| 1980 | Jackpot (Regie: Renate Sami, Matthias Weiss)        | Filmwelt Verleih       | A1, 4c Euroskala                                                                                                   |
| 1980 | So weit das Auge reicht                             | Prokino                | 2 Motive A1, 4c Euroskala                                                                                          |
| 1980 | Theo gegen den Rest der Welt                        | Filmverlag der Autoren | A1, 4c Euroskala                                                                                                   |
| 1982 | Das Gespenst (Regie: Herbert Achternbusch)          | Filmwelt Verleih       | A1, 1c schwarz |
| 1983 | Das letzte Einhorn                                  | Filmwelt Verleih       | - Vorplakat A1, 5c Euroskala mit HKS 99 - 2 Hauptplakate A1, A0, 4c Euroskala - Sonderplakat A1 quer, 4c Euroskala |
| 1983 | Monty Pythons Wunderbare Welt der Schwerkraft       | Filmwelt Verleih       | A1, 4c Euroskala                                                                                                   |
| 1983 | El Sur – Der Süden (Regie: Victor Erice)            | endfilm                | A1, 4c Euroskala                                                                                                   |
| 1983 | Die unheimlich verrückte Geisterstunde              | Neue Constantin Film   | A1, A0, 4c Euroskala                                                                                               |
| 1984 | Das Auge (Regie: Claude Miller)                     | Concorde-Film          | 3 Motive A1, A1 halb, 4c Euroskala                                                                                 |
| 1985 | Dämonen im Garten (Regie: Manuel Gutiérrez Aragón)  | endfilm                | A1, Duplexdruck 2c Euroskala                                                                                       |
| 1986 | Supervixens (Regie: Russ Meyer), WA                 | endfilm                | A1, 4c Euroskala                                                                                                   |
| 1987 | Cobra Verde (Regie: Werner Herzog)                  | Concorde-Film          | A1, A0, 4c Euroskala                                                                                               |
| 1989 | Cinema Paradiso (Regie: Giuseppe Tornatore)         | Concorde-Film          | A1, 4c Euroskala                                                                                                   |
| 1991 | Urga (Regie: Nikita Michalkow)                      | Concorde-Film          | A1, 4c Euroskala                                                                                                   |
| 1993 | Monty Python Filmfestival                           | Filmwelt Verleih       | A1, 4c Euroskala                                                                                                   |
| 1996 | Niki de Saint Phalle (Regie: Peter Schamoni)        | MFA Film Distribution  | A1, 4c Euroskala                                                                                                   |
| 1998 | Chappaqua (Regie: Conrad Rooks)                     | Movienet Film          | A1, 4c Euroskala                                                                                                   |
| 2006 | Der Untergang der Pamir                             | Polyphon               | Vorplakat |

Die Jahreszahlen bezeichnen das Herstellungsjahr des Filmplakats.

## Ausstellungen
- 1974: Galerie Ernst L. Weifenbach, Mannheim
- 1975: Brunnenhalle, Bad Dürkheim
- 1975: Galerie Blanche, Heidelberg
- 1976: Galerie Haus zum Dachs, Freiburg i. Br. (heute Galerie Baumgarten), zusammen mit Norika Nienstedt